# Juha Mieto
Juha Iisakki Mieto, född 20 november 1949 i Kurikka i Södra Österbotten, är en finsk längdskidåkare. Han vann under karriären fem OS-medaljer (varav ett guld) samt fyra VM-medaljer. Minnesvärt blev 15-kilometersloppet i vinter-OS 1980, där han i mål var endast en hundradels sekund från segrande Thomas Wassberg. Mieto vann världscupen i längdåkning både 1976 och 1980.

## Karriär
Juha Mieto var Finlands främsta längdåkare under 1970-talet och början av 1980-talet. Han hade under sin tid som aktiv en exceptionellt hög syreupptagningsförmåga. Trots sin långa och framgångsrika karriär lyckades han aldrig vinna en individuell guldmedalj i OS- eller VM-sammanhang. Närmast seger var han vid vinter-OS 1980 i Lake Placid då han förlorade guldmedaljen på 15 km till Thomas Wassberg med 1/100 sekund.
Mellan 2007 och 2011 var Mieto riksdagsman för Centern i Finland.
I september 2012 påstod OS-guldmedaljören i tyngdlyftning 1968, Kaarlo Kangasniemi, att Juha Mieto frågat honom till råds om användning av anabola steroider under en bastukväll år 1975. Detta påstående framfördes i dokumentärfilmen Sinivalkoinen valhe ("Den blåvita lögnen"). Mieto förnekade bestämt att han använt sådana och att något sådant samtal ägt rum. Kangasniemi har själv medgett att han använde anabola steroider, som inte var förbjudna vid denna tid.

## Meriter
- OS-guld i stafett 1976
- OS-silver på 15 km 1980
- OS-silver på 50 km 1980
- OS-brons i stafett 1980
- OS-brons i stafett 1984
- VM-silver på 30 km 1974
- VM-brons på 15 km 1978
- VM-silver i stafett 1978
- VM-brons i stafett 1982
- 4:a på 15 km OS 1972
- 4:a på 15 km VM 1974
- 4:a på 30 km OS 1976
- 4:a på 15 km OS 1984
- 19 individuella finska mästerskap 1972-85

Han vann dessutom världscupen 1976 och 1980.